# Natalia Oreiro (álbum)
Natalia Oreiro es el álbum debut de la actriz y cantante uruguaya Natalia Oreiro, lanzada por la discográfica BMG.
«Natalia Oreiro» tuvo una increíble repercusión ya que vendió más de 130 000 copias sólo en Argentina, donde se transformó en disco de platino. Pero además la placa se editó en Latinoamérica, España, y también en Israel. 
Sus canciones son escuchadas en todo el mundo y el disco ya es oro en países como Grecia, Eslovenia e Israel. Contiene piezas que sonaron fuerte en el circuito FM de las radios. Ellas son: «De tu amor», «Cambio dolor» y «Que sí, que sí». 
El debut discográfico de «Nati» se enmarca en medio de intensos trabajos de la actriz devenida cantante. En 1998 no solo edita su primera placa, también filma «Un argentino en Nueva York» junto a Guillermo Francella.

## Historia
Debido al gran éxito de la canción Que sí, Que sí de la película Un Argentino en Nueva York,  Natalia Oreiro obtuvo su primer contrato discográfico con la compañía BMG Argentina para grabar su propio CD. Pablo Durand fue el productor del mismo y se decidió grabar el álbum con un toque de pop latino. Las grabaciones tuvieron lugar el primer semestre de 1998 en los estudios: El Charquito y Doberman Studios en Buenos Aires, Argentina; New River Studios, Criteria Recording Studios, Fort Lauderdale en Miami, Florida.

## Información del álbum
En el CD se incluyen 11 canciones, más un Bonus Track. Se trata del tema  «Que sí, Que sí» de la película Un Argentino en Nueva York. Todas las canciones fueron escogidas por Pablo Durand y son de estilo latino, ya que Natalia no estaba involucrada en las decisiones de la producción del disco. Siete canciones fueron compuestas para ella por el dúo Pablo Durand y Fernando López Rossi, así como también Claudia Brant quién escribió gran éxito «Que si, Que Si». La canción romántica «Me muero de amor» fue escrito por el famoso dúo que componen Claudia Brant y Coti Sorokin. Claudia Brant junto con Marcel Wengrowsky trabajaron juntos en la canción llamada «Nada Más Que hablar». Tres escritores estaban trabajando juntos para crear una canción «Huracán» y la canción llamada «Valor» fue escrita especialmente para Natalia, escrita y compuesta por Donato Poveda. El sonido final del CD fue dirigido por Afo Verde y los sonidos de fondo de saxofón fueron grabadas por Ed Calle.
Varias canciones del CD se utilizaron en la telenovela «Muñeca Brava», donde Natalia interpretó un papel principal en los años 1998-1999. La canción «Cambio Dolor» fue el tema principal de la novela mientras que «Me muero de amor» fue el tema de amor de los personajes principales.
La portada fue hecha por el fotógrafo Claudio Divella, en conjunto con dos diseñadores gráficos y Veraldi Scherman. Muestran a Natalia como una princesa en bellos vestidos con varios peinados. Hubo un total de 11 fotos usadas para la portada y el libreto. El libreto está en el tono de color rosa con otros detalles gráficos, incluyen textos de todas las canciones, información sobre el proceso de grabación del CD y también agradecimientos de Natalia a sus coautores, su familia y para sus admiradores.
Hubo una nueva portada y un folleto realizado para la edición internacional del CD. En la nueva versión hay siete fotos de los cuales cuatro son en blanco y negro.

## Lanzamiento
El primer sencillo lanzado para promover el CD fue «De Tu Amor» que fue lanzado en el verano de 1998. Natalia también filmó un video musical para esta canción. El disco de Natalia Oreiro fue lanzado oficialmente el 24 de octubre de 1998. Debido al gran éxito de la telenovela «Muñeca Brava» en el extranjero, el CD fue lanzado también en muchos otros países de Latinoamérica en 1999 y en Europa principalmente en el año 2000. El contenido es el mismo solo la portada es diferente

## Posicionamiento
En la primera semana se vendieron 60 000 unidades en Argentina. Actualmente lleva cerca de 400 000 discos vendidos en Argentina. Otros 200 000 discos vendidos en América Latina. En España, se vendieron 300 000 copias y en otros Países Europeos se vendieron cerca de 700 000 discos vendidos. En la República Checa 85 000 copias y en Polonia 15 000 discos vendidos obteniendo 10 veces el disco de platino. Sumando hasta la fecha más de 1 600 000 discos vendidos

## Lista de canciones
| N.º   | Título                | Escritor(es)                                    | Duración |  |
| 1.    | «De tu amor»          | Fernando López Rossi y Pablo Durand             | 3:57     |  |
| 2.    | «Uruguay»             | López Rossi y Durand                            | 3:44     |  |
| 3.    | «Se pegó en mi piel»  | López Rossi y Durand                            | 4:09     |  |
| 4.    | «Me muero de amor»    | Claudia Brant y Coti Sorokin                    | 3:55     |  |
| 5.    | «Cambio dolor»        | López Rossi y Durand                            | 4:05     |  |
| 6.    | «Valor»               | Donato Poveda                                   | 3:14     |  |
| 7.    | «Sabrosito y dulzón»  | López Rossi y Durand                            | 4:00     |  |
| 8.    | «Vengo del mar»       | López Rossi y Durand                            | 3:35     |  |
| 9.    | «Huracán»             | Miguel Orlando Iacopetti, T. Serna y Tito Romeo | 3:34     |  |
| 10.   | «Nada más que hablar» | Marcelo Wengrovsky, Dany Tomas y Brant          | 3:22     |  |
| 11.   | «Y te vas conmigo»    | López Rossi y Durand                            | 3:31     |  |
| 41:06 |                       |                                                 |          |  |

| Pista extra internacional |                  |                      |          |  |
| N.º                       | Título           | Escritor(es)         | Duración |  |
| 12.                       | «Que si, que si» | López Rossi y Durand | 3:02     |  |
| 44:13                     |                  |                      |          |  |

| Pistas extras de reedición de 1999 |                                           |                          |          |  |
| N.º                                | Título                                    | Escritor(es)             | Duración |  |
| 13.                                | «Me muero de amor» (2 Effective Remix)    | Brant y Sorokin          | 4:06     |  |
| 14.                                | «Huracán» (2 Effective Latin Power Mix)   | Iacopetti, Serna y Romeo | 3:38     |  |
| 15.                                | «De tu amor» (Bianco Mix)                 | López Rossi y Durand     | 3:50     |  |
| 16.                                | «Que si, que si» (Little Corp. RMX)       | López Rossi y Durand     | 3:24     |  |
| 17.                                | «Cambio dolor» (Pumpin' Dolls Radio Edit) | López Rossi y Durand     | 3:53     |  |
| 62:23                              |                                           |                          |          |  |

## Versiones oficiales y remezclas
- "Cambio dolor" (Pumpin' Dolls Radio Edit) (3:58)
- "Cambio dolor" (Pumpin' Dolls Pool Party Club Mix) (6:10)
- "De tu amor" (Pumpin' Dolls Radio Edit) (3:53)
- "De tu amor" (Pumpin' Dolls Fashion Club Mix) (7:53)
- "De tu amor" (Bianco Mix) (3:50)
- "Huracán" (2 Effective Latin Power Mix) (3:37)
- "Me muero de amor" (2 Effective Remix) (3:56)
- "Que si, que si" (Little Corp. RMX) (3:24)
- "Que si, que si" (Long Intro Version) (3:10)
- "Caminos" (3:26) – aparece en la Banda Sonora Original de "Un Argentino en New York" (1998)
- "03 03 456" (con Raffaella Carrà) (3:21) – aparece en la compilación española de Raffaella Carrà "Fiesta: Grandes éxitos" (1999)

## From Naty With Love (Edición especial paraIsrael)
Uno de los primeros países fuera de América Latina, donde Natalia Oreiro consiguió gran éxito fue Israel. Con sus dos primeras producciones, «Natalia Oreiro» y «Tu Veneno», la actriz y cantante logró gran reconocimiento en las listas de ventas de Israel. En el año 2000 fue galardonada con dos premios, el de «Mejor Actriz de Telenovela» y «Mejor Canción de Novela» por Cambio Dolor, en la prestigiosa Gala «Viva 2000» realizada en Tel Aviv. En dicho país fue donde comenzaría su primera gira mundial «Tu Veneno Tour» que comenzó en septiembre de ese mismo año. Debido a este éxito, fue que la compañía musical, Hed Arzi Music, representante de BMG en Israel, lanzó un CD especial llamado «From Naty With Love» para los aficionados israelíes. 

### Información Del Álbum
Esta compilación llamada «From Naty With Love», se divide en 2 CD + DVD. El primero contiene todas las canciones de su primer disco «Natalia Oreiro» de 1998. El segundo CD contiene 5 remzclas de sus hits de su disco debut «Natalia Oreiro». La parte interactiva de este mismo disco contiene tres videoclips, el de «Cambio Dolor», «Que si, Que si» y una actuación en vivo de Natalia Oreiro en la Gala «Viva 2000» de Israel, donde interpretó la canción «Cambio Dolor». El folleto del CD, contiene las mismas fotografías y letras que la Edición Internacional de su disco debut. Hay una portada donde se muestra a Natalia cubierta por una bandera Israelí y en la contraportada se utilizó una foto de la sesión fotográfica que Natalia hizo para BMG en 2001. La edición incluye dos folletos de una página cada uno en el idioma israelí.

### Lanzamiento y Lista en Charts
Esta edición especial fue lanzada en octubre de 2001 solo en Israel, fue la primera compilación de Natalia Oreiro lanzada en el continente asiático. Ingresó en los Top10 directamente al número 4, y se mantuvo por 11 semanas consecutivas en lista. Los fanes que adquirieron esta edición, les vino como regalo un Calendario 2002, con fotografías de Natalia en sus sesiones de 1998 hasta 2001.

### Part I - CD Hits
1. Cambio dolor
2. Tu veneno
3. Que si, Que si
4. De tu amor
5. Me muero de amor

### Part II - CD Remixes
1. "Cambio Dolor" (Pumpin' Dolls Pool Party Club Mix) (6:10)
2. "Me Muero De Amor" (2 Effective Remix) (4:06)
3. "Huracán" (2 Effective Latin Power Mix) (3:37)
4. "De Tu Amor" (Bianco Mix) (3:50)
5. "Que Si, Que Si" (Little Corp RMX) (3:24)

### Part III - DVD
1. Cambio Dolor (Permormance at Viva 2000, Israel)
2. Cambio Dolor
3. Que Si, Que Si

## Natalia Oreiro (Relanzamiento paraPolonia)
Natalia Oreiro: Relanzamiento para Polonia es una edición especial que incluye 1 CD + DVD, publicado especialmente para los fanes Polacos. Fue la primera recopilación lanzada en la Europa Central, teniendo gran aceptación y alcanzando el disco de oro y platino. Posteriormente se lanzarían otros recopilatorios en la República Checa y Hungría. Este fue disco fue lanzado el 12 de marzo de 2001 bajo el sello de Sony Music.

### Part I - Hits and Remixes
1. "Cambio Dolor" (4:01)
2. "Que Si, Que Si" (3:00)
3. "Me Muero De Amor" (2 Effective Remix) (4:06)
4. "Que Si, Que Si" (Little Corp Mix) (3:24)
5. "De Tu Amor" (Pumpin' Dolls Fashion Club Mix) (7:53)
6. "Cambio Dolor" (Pumpin' Dolls Pool Party Club Mix) (6:10)

### Part II - Videoclips
1. Cambio Dolor
2. Que Si, Que Si

## Natalia Oreiro 2001 (Edición especial paraRepública Checa)
Natalia Oreiro 2001 es una especie de recopilación que incluye 2 CD + DVD con letras traducidas al idioma checo, publicado especialmente para los fanes de la República Checa. Lanzado el 17 de septiembre de 2001 bajo el sello de Sony Music.

### Información del álbum
Entre 2000 y 2001, la cantante uruguaya Natalia Oreiro consiguió un éxito sin precedentes en la República Checa, siendo la cantante favorita del año 2000. Asimismo la telenovela «Muñeca Brava» fue 1 de las más vistas. Natalia Oreiro ganó discos de oro y platino por las ventas de sus discos Natalia Oreiro y Tu Veneno, premios para la mejor cantante y actriz en la Gala de Premios Otto de Oro de 2000. En dicho año fue invitada especial en la ceremonia «Checa Nightingale», donde cantó dos de sus éxitos. En marzo de 2001, ofreció 2 conciertos en dicho País, dónde las entradas se agotaron en pocas horas para ambos eventos. Gracias a este éxito, la discográfica BMG Ariola decidió lanzar un CD especial para los fanes checos y eslovacos. El CD lleva el nombre de «Natalia Oreiro 2001», en la portada del CD muestra a Natalia en primer plano, envuelta por una bandera de la República Checa.
Esta recopilación especial se divide en tres partes. La primera parte consta de los mayores éxitos de Natalia Oreiro. Seleccionando solamente seis, en los que destacan éxitos como «Cambio Dolor», «Tu Veneno». En la segunda parte de la compilación se encuentran cuatro remixes de los hits del primer CD de Natalia. La tercera parte es interactiva incluyendo los cinco vídeos de la cantante y como bonus se incluyeron tres fondos de escritorio en el ordenador.

### Lanzamiento y Lista en Charts
Esta Edición especial para fanes fue lanzada el 17 de septiembre de 2001, solo en la República Checa. Según la lista checa IFPI charts, el álbum tuvo mucho éxito en su comercialización. Más de 15 semanas en lista, estuvo dentro del Top 40, alcanzando la máxima posición 13, algo bastante bueno para un disco de lengua hispana. 

### Part I - Hits
1. Cambio Dolor (4:01)
2. Que Si, Que Si (3:00)
3. Tu Veneno (3:00)
4. Río De La Plata (4:33)
5. Cómo Te Olvido (3:44)
6. Me Muero De Amor (3:55)

### Part II - Remixes
1. Que Si, Que Si (Little Corp Mix) (3:24)
2. De Tu Amor (Pumpin' Dolls Fashion Club Mix) (7:53)
3. Me Muero De Amor (2 Effective Remix) (4:06)
4. Cambio Dolor (Pumpin' Dolls Pool Party Club Mix) (6:10)

### Part III - CD Extra: Video
1. Tu Veneno
2. Cambio Dolor
3. Cómo Te Olvido
4. Río De La Plata
5. Me Muero De Amor
6. Wallpaper for Windows

## Natalia Oreiro 2001 (Edición especial paraHungría)
El fenómeno de Natalia Oreiro se dio entre el 2000 y 2001 en toda Europa Central y del Este, llegando hasta Hungría. Durante el 2001, Natalia visitó este País en tres ocasiones, apareciendo en programas de televisión y ofreciendo conciertos con lleno total. Ante tal éxito la compañía disquera BMG Ariola Hungría decidió lanzar una edición especial de 2 CD + DVD para los fanes. El CD se llama Natalia Oreiro 2001, y a diferencia de la versión checa no contiene letras traducidas al idioma húngaro.

### Información Del Álbum
El contenido de ésta recopilación es similar a la edición Checa. En la portada del CD, se utilizó la misma foto cambiando solo el diseño de la bandera, y añadiendo también una pequeña firma de Natalia Oreiro. En el CD se encuentran los mismos seis hits y en el mismo orden, así como también los tres remixes, más un remix inédito de la canción «De Tu Amor». En el menú interactivo del DVD se muestra la foto de portada e incluye dos secciones, una de videos, que contiene 4 videoclips y el otro que es un Bonus que incluye una galería fotográfica con 8 fotografías de Natalia durante su visita promocional a Budapest en Hungría. 

### Lanzamiento y Lista en Charts
Esta edición de Natalia Oreiro 2001 fue lanzada en septiembre de 2001 solo en Hungría. En su primera semana alcanzó la posición N.º 14, pero inmediatamente subió hasta la 6.ª posición en los Top 10, y se mantuvo por 8 semanas consecutivas. Alcanzado 2 discos de oro y posteriormente 1 de platino. Natalia Oreiro hizo una visita promocional en septiembre de 2001 presentando este CD, lo que ayudó bastante a las ventas del mismo.

### Part I - Hits
1. Cambio Dolor (4:01)
2. Que Si, Que Si (3:00)
3. Tu Veneno (3:00)
4. Río De La Plata (4:33)
5. Cómo Te Olvido (3:44)
6. Me Muero De Amor (3:55)

### Part II - Remixes
1. Que Si, Que Si (Little Corp Mix) (3:24)
2. De Tu Amor (Bianco Mix) (7:53)
3. Me Muero De Amor (2 Effective Remix) (4:06)
4. Cambio Dolor (Pumpin' Dolls Pool Party Club Mix) (6:10)

### Part III - CD Extra: Video
1. Cambio Dolor
2. Tu Veneno
3. Río De La Plata
4. Cómo Te Olvido
5. Photo Gallery: Natalia Oreiro in Budapest/Hungary

## Historial de lanzamiento
| Región              | Dato                | Compañía             |
| ------------------- | ------------------- | -------------------- |
| 14 de julio de 1998 | Argentina           | BMG Ariola Argentina |
| 16 de marzo de 1999 | USA & Latinoamérica | BMG Latin            |
| 3 de abril de 2000  | Europa & Asia       | BMG Internacional    |

## Curiosidades
- La canción Que si, Que si, de la película «Un Argentino en N.Y.» fue compuesta por Claudia Brant, quien trabajó con Natalia Oreiro en sus siguientes producciones.[1]
- Al principio de su carrera la han comparado con la cantante mexicana «Thalía» por el estilo latino, además de su imagen que demuestra belleza y sensualidad.[2]
- El tema «Cambio Dolor» fue un gran suceso comercial en el Reino Unido, aun así se consideró un éxito para el año 2000.
- El cantante argentino Andrés Calamaro fue prácticamente el inventor de Natalia Oreiro-cantante, convenciendo a los directivos de BMG de producirle su primer disco. Ambos se conocieron en la casa de él, donde ella llegó eufórica ya que es fan del artista. Posteriormente trabajarían juntos en el disco «Tu Veneno».[1]
- Según la lista oficial OLIS (Oficjalna Lista Sprzedaży; English: Official Retail Sales Chart), el álbum alcanzó el quinto lugar entre los discos de mayor venta en Polonia en el año 2000 y obtuvo disco de platino.
- En el 2004, la cantante Miriam Nova incluyó en su disco «Canciones Judías», una versión del tema «Cambio Dolor» de Natalia Oreiro, bajo el título de «Kaj et Hakol».[3]

## Certificaciones
| Territorio      | Organismo certificador | Certificación | Ventas certificadas | Ref.  |
| --------------- | ---------------------- | ------------- | ------------------- | ----- |
| América del Sur |                        |               |                     |       |
| Argentina       | CAPIF                  | Platino       | 60 000              | [ 4 ] |